# Tobie et l'Ange (Savoldo)
Tobie et l'Ange (en italien : Tobia e l'angelo) est une peinture à l'huile sur toile (96 × 126 cm) du peintre italien Giovanni Gerolamo Savoldo, datée d'environ 1527 et conservée depuis 1912 à la Galerie Borghèse de Rome (salle XV).

## Sujet
Selon la Bible, l'archange Raphaël accompagna le jeune Tobie dans un voyage périlleux afin de le sauver du danger. Le jeune garçon dut partir à la recherche d'un antidote pour guérir la cécité de son père. Cet antidote fut extrait des viscères d'un poisson qui tenta de le mordre pendant qu'il traversait un fleuve. Savoldo représente le moment clef pendant lequel l'archange indique au jeune garçon qu'il doit capturer le poisson. Le petit chien qui accompagne Tobie dort roulé en boule au pied de l'archange près d'un rocher à droite de la scène. 

## Description et style
L'artiste s'est concentré sur des détails qui renforcent l'impression poétique de l'ensemble, comme le traitement des drapés avec des reflets argentés, très visibles par exemple sur la tunique de l'ange selon le principe du panneggio bagnato. De même l'observation de la nature permet à Savoldo de rendre avec une grande délicatesse des effets de lumière à travers les frondaisons, et de peindre avec une sensibilité particulière l'atmosphère nuageuse qui voile légèrement le paysage au loin. Le tableau donne aussi l'impression d'une certaine musicalité pastorale dans le style de Giorgione. Physiquement, l'ange aux cheveux longs et aux traits délicats rappelle de près celui du Titien dans le polyptyque Averoldi, peint quelques années auparavant pour une église de Brescia.
Le garçon à genoux figurant Tobie est peint avec le réalisme qui caractérise les maîtres de la Renaissance bresciane dont fait partie Savoldo. C'est évident surtout dans le rendu de la carnation, vive et sanguine, et dans la pose d'obéissance naturelle donnée par l'artiste au jeune homme dont il n'hésite pas à mettre le visage dans l'ombre. 
De plus, la représentation de cette scène est singulière, car elle ne s'inscrit pas dans la tradition picturale qui dépeint le plus souvent Tobie et l'Ange en train de cheminer. Ici, il s'agit d'une pause et Tobie, au lieu d'être représenté par un jeune adolescent, est figuré par un jeune homme plein d'énergie.

## Postérité
La peinture fait partie du musée imaginaire de l'historien français Paul Veyne, qui le décrit dans son ouvrage justement intitulé Mon musée imaginaire.

## Source de la traduction
- (it) Cet article est partiellement ou en totalité issu de l’article de Wikipédia en italien intitulé « Tobiolo e l'angelo (Savoldo) » (voir la liste des auteurs).